# Mohammed Fahim
Mohammed Fahim (persa: محمد فهيم, también conocido como "el Mariscal Fahim"; Omarz, Provincia de Panjshīr, 1957 - Kabul, Afganistán, 9 de marzo de 2014) fue un comandante afgano militar y político afgano, vicepresidente de Afganistán a partir de noviembre de 2009 hasta su muerte en marzo de 2014.

## Primeros años
Fahim nació en Omarz en la provincia de Panjshir en Afganistán, fue el hijo de Abdul Matin del Valle de Panjshir. Según los informes, terminó sus estudios en la sharia islámica en un instituto árabe en Kabul en 1977. Algunas fuentes han afirmado que al parecer Fahim sirvió como miembro de la KHAD durante la década de 1980, aunque la mayoría de los informes indican que él ha estado luchando contra los gobernantes comunistas desde finales de los años 70. Se dice que han huido de Afganistán después del golpe comunista de 1978, se convirtió en un refugiado en Peshawar. Un año más tarde, regresó a Panjshir y comenzó a trabajar al mando del comandante Ahmad Shah Masood. Masoods se convirtió en diputado en asuntos militares y el comandante de los muyahidines en el sector norte. Cuando el régimen pro- soviético de Kabul colapsó en 1992, Fahim fue nombrado jefe de la KHAD, bajo el presidente interino Sibghatullah Mojaddedi. Él continuó sirviendo como jefe de inteligencia del país bajo el presidente Burhanuddin Rabbani. (Bhatia, 2007;  Brown y Oliver, 2001).